# Theophilus Howard (2e comte de Suffolk)
Theophilus Howard, 2e comte de Suffolk, (13 août 1584 - 3 juin 1640) est un noble et homme politique anglais.

## Biographie
Né dans le domaine familial de Saffron Walden, il est le fils de Thomas Howard (1er comte de Suffolk), de sa deuxième épouse, Catherine Knyvet, de Charlton, et succède à son père comme comte en 1626, ainsi que comme Lord Lieutenant des comtés de Suffolk, Cambridge et Dorset.
Le 9 février 1608, il se produit dans le masque The Hue and Cry After Cupid au palais de Whitehall en signe du zodiaque pour célébrer le mariage de John Ramsay, vicomte Haddington et d'Elizabeth Radclyffe .
Theophilus Howard est nommé dans la deuxième charte de Virginie adoptée par le roi Jacques Ier le 23 mai 1609. Les membres de cette longue liste ont été " incorporés sous le nom de Trésorier et compagnie d'aventuriers et planteurs de la City de Londres pour la première colonie en Virginie ".
Il est élu député de Maldon lors d'une élection partielle en 1605 à la suite du décès d'Edward Lewknor et siège jusqu'à ce qu'il soit anobli en 1610 sous le nom de baron Howard de Walden par un bref d'accélération .
Il est le dédicataire de la traduction par Shelton de Don Quichotte, la première traduction de l’œuvre. La traduction de la première partie de Don Quichotte a été publiée à Londres en 1612, alors que Cervantes est toujours en vie. On ignore pourquoi Shelton a choisi Howard comme dédicataire, alors qu’il est peut-être un parent éloigné . Il est également le dédicataire du dernier livre de chansons de John Dowland "A Pilgrimes Solace", également publié en 1612 .
Howard possède le Château de Framlingham dans le Suffolk, qu'il vend à Robert Hitcham en 1635 pour la somme de 14 000 £.
Il meurt à Suffolk House, à Charing Cross, à Londres, et est enterré le 10 juin de la même année à Saffron Walden.

## Mariage et enfants
En mars 1612, il épouse Elizabeth Home (décédée le 19 août 1633), fille de George Home (1er comte de Dunbar). Ils ont neuf enfants:
- James Howard (3e comte de Suffolk) (v. 1620 - 1689)
- Thomas Howard
- Katherine Howard (décédée en 1650), épouse d'abord George Stewart, 9e seigneur d'Aubigny (décédé en 1642), en secondes noces James Livingston (1er comte de Newburgh)[5]
- Elizabeth Howard (décédée le 11 mars 1705), mariée le 1er octobre 1642 à Algernon Percy (10e comte de Northumberland)
- Margaret Howard, mariée à Roger Boyle, 1er comte d'Orrery
- George Howard (4e comte de Suffolk) (1625-1691)
- Henry Howard (5e comte de Suffolk) (1627–1709)
- Anne Howard, mariée à Thomas Walsingham
- Frances Howard (d. octobre 1677), mariée à Sir Edward Villiers (1620-1689)